# 越南烙铁头蛇
越南烙铁头蛇（学名：[Ovophis tonkinensis] 错误：{{Lang}}：文本有斜体标记（帮助）），一种分布于中国南方及越南的毒蛇，隶属于蝰科烙铁头属。种加名 tonkinensis 意为越南“东京的”。

## 形态特征
越南烙铁头蛇头背呈黑褐色，鼻孔至颈侧呈浅棕褐色。身体北部棕褐色，具有黑褐色斑块。腹面近黄白色，腹鳞两侧具有黑褐色斑。

## 保护
本种于2023年被收录入《有重要生态、科学、社会价值的陆生野生动物名录》。